# День Соборності (Ємен)
День Соборності Ємену (також відомий як День народної єдності, Національний день, День республіки) — Національне свято в Ємені, яке святкують 22 травня. В цей день відзначається об’єднання Північного Ємену та Південного Ємену, яке відбулося в цей день у 1990 році.
У цей день президент виступає з промовою, яка транслюється по телебаченню і радіо, і нагороджує громадян Ємену державними нагородами і орденами.